# 536
536 је била преступна година.

## Догађаји
- Википедија:Непознат датум — Витигес је постао краљ Острогота
- Пролеће – Цар Јустинијан I поставља свог рођака Германа за магистер милитум за решавање кризе у Африци. Шаље војне снаге (углавном коњице) и елитну гарду. Соломон, претходни магистер милитум, враћа се у Цариград.
- Лето – Готски рат (535–554): Велизар прелази Месински мореуз и напада Италију. Он осваја град Регијум и напредује до Напуља.
- Новембар – Опсада Напуља: Велизар је заузео Напуљ после месец дана опсаде, тако што је послао трупе у град кроз напуштени римски аквадукт.
- 9. децембар – Велизар улази у Рим преко Порта Асинарије, а готски гарнизон од 4.000 људи бежи из града. Он шаље хитан захтев за појачање Јустинијану I, у међувремену припремајући Рим за опсаду, доношењем великих количина хране и других залиха.
- Зима – Велизар поставља свој штаб на брду Пинцијан и поправља запуштене градске зидине Рима. Он поставља гарнизон од 5.000 људи, од којих је половина његов лични телохранитељ (буцелларии). Да би задржао делове града, он регрутује 20.000 младих Римљана да чувају зидове.
- Вулканска зима 536.: Глад је описана у Алстерским аналима.
- Март – Остроготски краљ Теодахад уступа Францима Провансу и горњу Алеманију, добивши њихову подршку у рату. Он шаље велику готску војску у Далмацију. Они побеђују Византинце, Мунд гине током борби код Салоне, а византијска војска се повлачи.
- Лето – Константин, магистер милитум пер Илирикум, поново преузима Далмацију. Готи напуштају Салону и повлаче се на север. Византинци обнављају њене зидине и враћају провинцију.
- Децембар – Витигес свргава свог ривала Теодахада у Равени и жени се Матасвинтом (ћерком краљице Амаласуинте). Постаје краљ Острогота и окупља војску за борбу против Велизара.
- Март–април – Велизар плови у Картагину са 1.000 људи, да угуши побуну против Соломона. У међувремену, Картагину је под Стокасом опседало 9.000 побуњеника, укључујући многе Вандале.
- Битка на реци Баград: Велизар побеђује побуњенике и жури назад на Сицилију.
- 26. јануар – Сенка је наследио свог брата Анкана на месту 28. цара Јапана.
- Август – Вулканска зима 536: Снег пада у Кини, што узрокује одлагање жетве.
- Пре 13. марта – Антим I је свргнут са места цариградског патријарха у корист Мена.
- 22. април – Папа Агапит I умире у Цариграду, после само десет месеци владавине. Наследио га је Силверије као 58. папа.
- 2. мај–4. јун – Цариградски сабор.
- 19. септембар – Јерусалимски сабор.
- Мала Света Софија у Цариграду (започета 527. године) завршена је као Црква Светих Сергија и Вакха.
- Вулканска зима 536. године, за коју се сматра да је изазвана великим велом прашине у атмосфери, почела је на северној хемисфери. То се наставило до следеће године, узрокујући неуобичајене времнске прилике и неуспех усева широм света.

## Смрти
- Википедија:Непознат датум — Теодад - краљ Острогота.
- Википедија:Непознат датум — Свети папа Агапит - хришћански светитељ.